# Jim Beach
Jim Beach MA LLB (nascut el 1942) és el mànager professional del 1978 a l'actualitat de la banda de rock britànica Queen i els seus membres a les seves respectives carreres individuals. Va assumir el càrrec de mànager de la banda després que treballar amb ells com a advocat de la banda. També ha treballat de productor de cinema i productor de televisió. El seu fill Ol Beach és el líder de la banda Yellowire i abans era el teclista del grup de rock Wire Daisies, descobertes per Roger Taylor.
Jim Beach és cofundador del Transistor Project, una bomba digital juntament Dave Rowntree de Blur. Jim Beach viu actualment a Montreal, Suïssa.

## Títols
- Director dels concerts 46664[2]
- Fiduciari de The Mercury Phoenix Trust, EMI Music Sound Foundation i START.[2]